# プラミラ・ジャヤパル
プラミラ・ジャヤパル（Pramila Jayapal 1965年9月21日 - ）は、アメリカ合衆国の政治家。ワシントン州第7下院選挙区選出の下院議員。
民主党内の最大会派である進歩派議員連盟「コングレッショナル・プログレッシブ・コーカス（CPC）」の会長を務める。急進左派と目されている。

## 事件
- 2022年7月 - シアトルの自宅前で、拳銃を持った男に脅迫を受けた。男は後にストーカー行為で訴追された[4]。

## 発言・言動

### 2022年ウクライナ侵攻について
2022年10月、プラミラ・ジャヤパルは、自ら率いる議員団30人の連名でジョー・バイデン大統領宛てに書簡を送付。書簡ではロシアによるウクライナ侵攻を非難する一方、アメリカが何百億ドルもの軍事支援をつぎ込んでいる状況を指摘。政権に対してロシアとの直接対話に乗り出すよう要請する内容であった。この書簡の内容については、身内である民主党からも異論が噴出。同年10月26日、プラミラ・ジャヤパルは書簡を撤回した。

### 2023年下院議長解任動議について
2023年10月、ケヴィン・マカーシー（共和党出身）下院議長の解任動議をめぐり共和党内が混乱。記者団からコメントを求められたプラミラ・ジャヤパルは、「彼ら（共和党議員）を無能の豚小屋の中で転げ回らせておけばいい」と述べた。

### 2023年パレスチナ・イスラエル戦争について
2023年10月29日、テレビ番組に出演。パレスチナ・イスラエル戦争に際し、アメリカ政府がイスラエル政府を無条件に支援することで、世界から信頼を失っていると訴えた。

### 2024年メキシコとの国境閉鎖を可能にする大統領令について
2024年5月、ジョー・バイデン大統領は、アメリカ＝メキシコ国境を越える不法入国者の割合に応じて国境を閉鎖する内容を含む大統領令を発出。プラミラ・ジャヤパルは「バイデン政権が強制的な手段に出ることに深く失望している」と声明で批判を行った。